# Clearwater Mountains
Clearwater Mountains je horská skupina v Idaho County, ve střední až severní části státu Idaho, na severozápadě Spojených států amerických.
Pohoří je součástí severních amerických Skalnatých hor. Rozkládá se mezi pohořími Salmon River Mountains na jihu a Bitterroot Range na východě.
Nejvyšší horou je Stripe Mountain (2 744 m). Clearwater Mountains zaujímá celkovou plochu až 22 000 km2. Ze severu k jihu má délku okolo 200 km, ze západu na východ má největší šířku 170 km. 
Pohoří je pojmenované podle řeky Clearwater. Skládá se ze tří částí: North Clearwater Mountains (2 176 m), Selway Crags (2 524 m) a South Clearwater Mountains (2 744 m).